# Nordingrå distrikt
Nordingrå distrikt är ett distrikt i Kramfors kommun och Västernorrlands län. Distriktet ligger omkring Mjällom och Nordingrå i södra Ångermanland. 

## Tidigare administrativ tillhörighet
Distriktet inrättades 2016 och utgörs av Nordingrå socken i Kramfors kommun.
Området motsvarar den omfattning Nordingrå församling hade 1999/2000.

## Tätorter och småorter
I Nordingrå distrikt finns två tätorter och en småort.

### Tätorter
- Mjällom
- Nordingrå

### Småorter
- Omne